# Осада Биджапура
Осада Биджапура началась в марте 1685 года и закончилась в сентябре 1686 года победой армии Великих Моголов. Осада началась, когда могольский император Аурангзеб отправил своего сына Мухаммада Азам-Шаха с силой почти 50 000 человек, чтобы захватить форт Биджапур и победить Сикандара Адиль Шаха, тогдашнего правителя Биджапура, который отказался признавать свою вассальную зависимость от Империи Великих Моголов. Осада Биджапура была одним из самых длительных военных сражений Моголов, длившихся более 15 месяцев, пока Аурангзеб лично не прибыл, чтобы организовать победу.

## Историческая справка

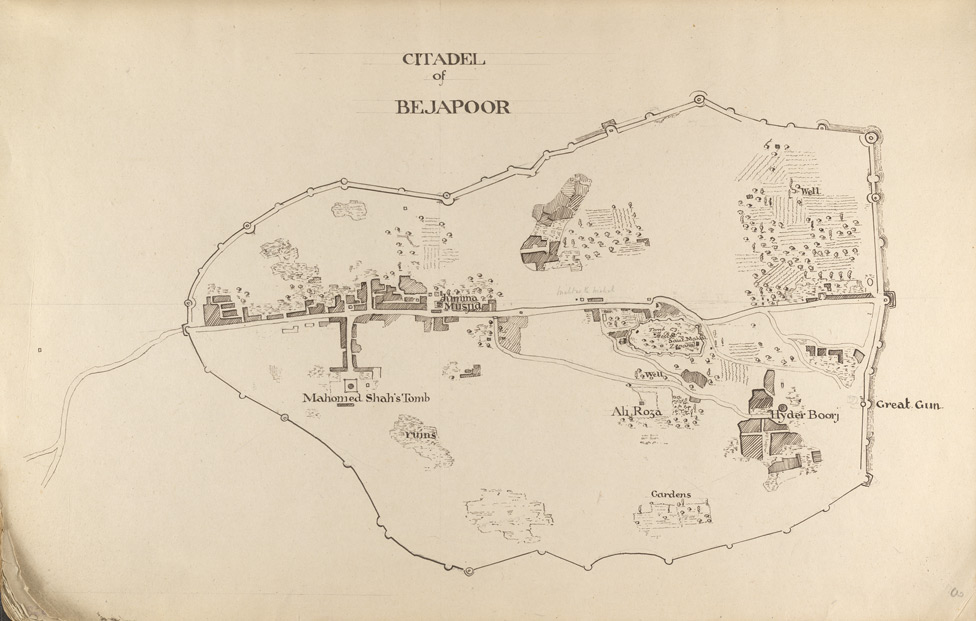
Карта форта Биджапур

В 1637 году молодой принц Аурангзеб был субадаром (губернатором) Декана во время правления своего отца, императора Великих Моголов Шах-Джахана. Он возглавил 25-тысячную армию моголов и осадил форт Биджапур, столицу султана Мухаммеда Адил-шаха (1627—1656). Осада, однако, не увенчалась успехом, потому что династия Адил-шахов искала мира с могольским императором Шах-Джаханом в основном благодаря покровительству наследного принца Дары Шикоха.
В ноябре 1656 года после смерти Мухаммеда Адил-шаха престол занял его сын Али Адил-шах II (1656—1672), унаследовавший неспокойный султанат. Ему пришлось столкнуться с натиском маратхов во главе с Шиваджи, который сражался и убил Афзал-хана, самого способного командира в Биджапурском султанате, и с тех пор войска Биджапура без лидера были разгромлены повстанцами Шиваджи. В результате династия Адил-шахов была сильно ослаблена в основном из-за мятежных маратхов во главе с Шиваджи и его сыном Самбхаджи.
В ноябре 1672 года после смерти Али Адил-шаха малолетний Сикандар Адил-шах (1672—1686) унаследовал престол Биджапура и стал главой династии Адил-шахов. Он вступил в союз с Абул Хасаном Кутб-шахом, султаном Голконды (1672—1687), и отказался стать вассалом империи Великих Моголов. Разозленный его отказом подчиниться власти Великих Моголов, падишах Аурангзеб и империя Великих Моголов объявили войну.

## Осада
В 1685 году Аурангзеб отправил своего сына Мухаммада Азама Шаха вместе с Рухуллой ханом Мир Бакши с силами почти 50 000 человек, чтобы захватить форт Биджапур. Армия Великих Моголов прибыла в Биджапур в марте 1685 года. Элитные могольские всадники во главе с Дилер-ханом и Касим-ханом начали окружать и захватывать важные позиции вокруг форта Биджапур. После того, как окружение было завершено, принц Мухаммад Азам Шах начал осадные операции, расположив пушки вокруг форта Биджапур.
Форт Биджапур, однако, был хорошо защищен 30-тысячным гарнизоном во главе с Сикандар Адил-шахом и его командиром Сарза-ханом. Атаки могольских пушечных батарей были отбиты большими и тяжелыми биджапурскими пушками, такими как знаменитые «Малик-и-Майдан», которые стреляли ядрами диаметром 69 см. Вместо того, чтобы захватывать территории на открытой местности, моголы вырыли длинные траншеи и тщательно разместили свою артиллерию, но не продвинулись дальше.
Моголы не могли переправиться через глубокий 10-футовый ров, окружавший форт Биджапур. Более того, стены из тонкого гранита и известкового раствора высотой 50 футов и шириной 25 футов было почти невозможно пробить. Ситуация для моголов ухудшилась, когда маратхские войска во главе с Мельгири Пандитом под командованием маратхского императора Самбхаджи отрезали продовольствие, порох и оружие, поступавшие из могольского гарнизона в Солапуре. Моголы теперь боролись на обоих фронтах и были перегружены продолжающейся осадой против Сикандар Адил-шаха и партизанских сил маратхов. Ситуация ещё более усложнилась, когда пушечное ядро из Биджапура ударило по позиции Моголов, вызвав мощный взрыв в траншеях, в результате которого погибло 500 пехотинцев.
В ответ на их трудности император Аурангзеб отправил своего сына Шаха Алама и его командира Абдуллу Хана Бахадура Фируз Джанга. Не в силах допустить разгрома армии Великих Моголов за пределами форта Биджапур, могольский военачальник Гази уд-Дин хан Фероз Джунг I возглавил крупную экспедиционную группу подкрепления, чтобы облегчить тяготы армии Великих Моголов и изгнать силы маратхов. Абдулла Хан Бахадур Фируз Джанг, очень опытный могольский командир, размещенный на аванпосте Расулпур, разгромил 6-тысячный пехотный контингент во главе с Пэмом Найком, который намеревался доставить припасы в форт Биджапур во время ночной атаки.
Моголы восстановили контроль над путями снабжения, ведущими в Солапур, но успешного продвижения к форту Биджапур достигнуто не было. Длительная осада превратилась в тупик, поэтому сам император Аурангзеб собрал в июле 1686 года огромную армию и медленно двинулся к форту Биджапур. Наконец он прибыл за пределы форта Биджапур и разбил лагерь рядом с Абдуллой-ханом Бахадуром Фируз-Джангом 4 сентября 1686 года. Аурангзеб лично выехал, вдохновив свою армию численностью почти в 100 000 человек начать полномасштабное наступление. После восьми дней напряженных боев моголы успешно повредили пять ворот форта Биджапур и разрушили значительную часть укрепленных стен, что позволило им прорваться через ров и захватить город. Они захватили последнего биджапурского султана Сикандар Адил-шаха, который был закован в серебряные цепи и предстал перед Аурангзебом.

## Последствия
Сикандар Адил-шах получил много ран и в конце концов умер 12 сентября 1686 года, и династии Адил-шахов пришел конец. Аурангзеб назначил Сайеда Миана (отца братьев Сайидов) первым могольским субадаром (губернатором) Биджапура.
Моголы аннексировали и завоевали ослабленный Биджапур, но их контроль над регионом начал ослабевать после смерти Бахадур-шаха I в 1712 году. Навабы в регионе объявили о своей независимости через несколько десятилетий. В конце концов после 1753 года маратхи заняли большую часть Биджапура.